# Vlag van Lennik
De vlag van Lennik werd door de gemeenteraad op 13 maart 1989 officieel vastgesteld als de gemeentelijke vlag van de Vlaams-Brabantse gemeente Lennik. Op 6 juni 1989 werd hij door het Bestuur van Vlaanderen bevestigd en uiteindelijk gepubliceerd op 8 november 1989 in het officiële Belgisch Staatsblad.
Officieel wordt de vlag beschreven als:
Wit met een rode keper, vergezeld van drie rood omwonden morenkoppen.
De vlag is volledig gebaseerd op het gemeentewapen en ziet er dus helemaal hetzelfde uit. Hoewel de gemeente haar eigen vlag heeft, gebruikt het gemeentebestuur ook de traditionele vlag met twee even lange banen van rood en van wit.

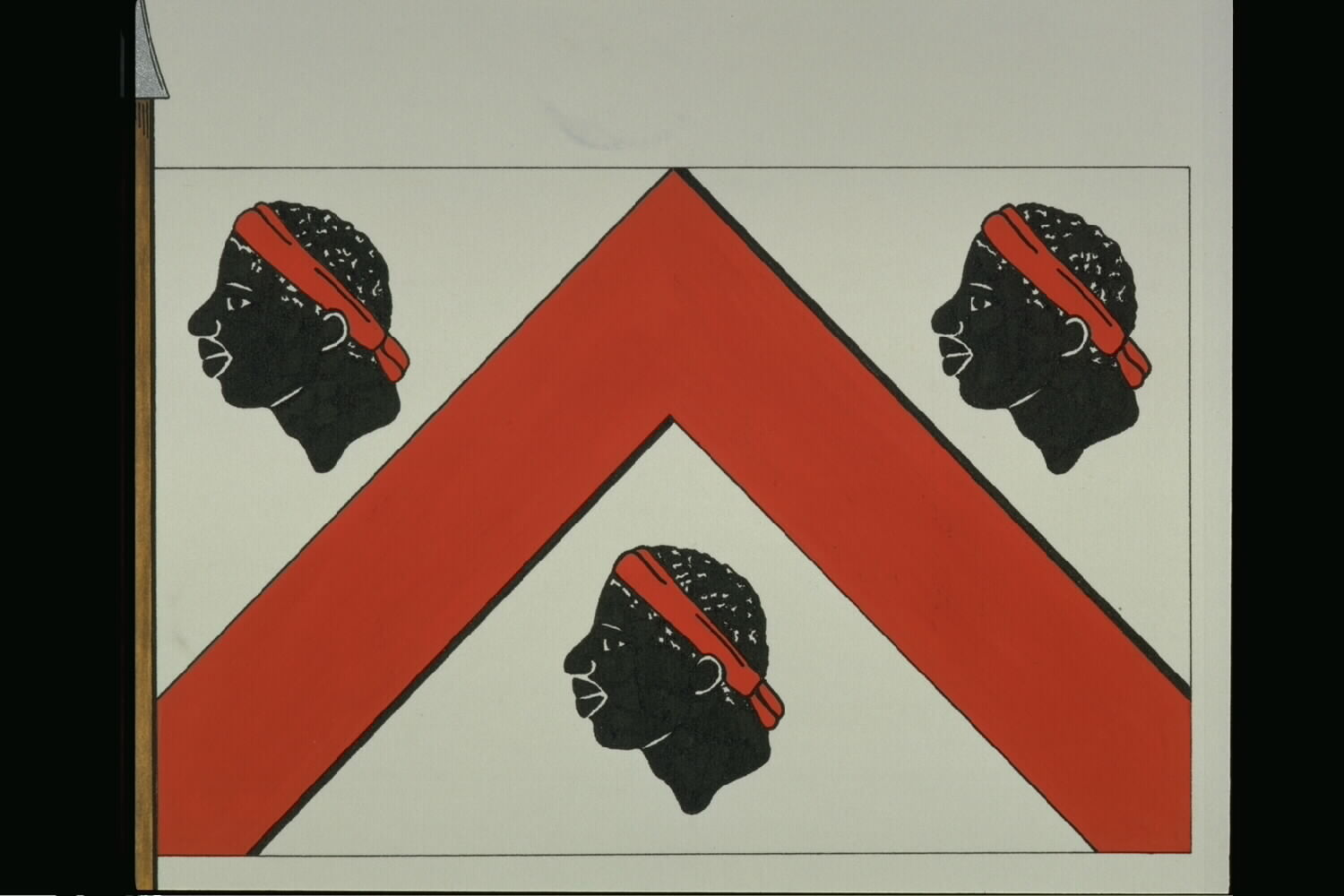
Officiële tekening van de vlag
Vlag gebruikt voor de gemeente